# Jesús Torrealba
Jesús Alberto Torrealba Rodríguez (Caracas, 18 de mayo de 1958), también conocido como Chúo Torrealba, es un político y periodista venezolano; fue secretario general de la Mesa de la Unidad Democrática (MUD) durante 2 años y medio, a partir de septiembre de 2014.

## Biografía
De ideología centroizquierdista, fue militante del Partido Comunista de Venezuela (PCV) hasta el año 1974. En la década de los ochenta, obtuvo el título de profesor del Instituto Pedagógico de Caracas (IPC) y de periodista en la Universidad Central de Venezuela (UCV). En los años 2000 fundó la asociación civil «Radar de los barrios» para promover el tejido social en las zonas populares de Caracas. Luego, Radar de los barrios se convirtió en un programa de radio de Radio Caracas Radio (desde el 2005) y un programa de televisión de Globovisión (de 2007 al 2013).
Después de las elecciones municipales de 2013 y de las manifestaciones en Venezuela de 2014, Ramón Guillermo Aveledo decidió renunciar al cargo de secretario de la MUD a mediados de 2014. Los partidos políticos que conforman esta agrupación nombraron por consenso a Torrealba como su sucesor.
El 2 de agosto de 2019, crea junto al periodista Kiko Bautista una formación política de centro denominada «Tamos Unidos [sic]» para «promover la transición» apoyando una negociación entre el cuestionado gobierno de Nicolás Maduro y la oposición venezolana, así como unas hipotéticas elecciones consensuadas entre ambas partes.